# Nemoscolus waterloti
Nemoscolus waterloti is een spinnensoort in de taxonomische indeling van de wielwebspinnen (Araneidae).
Het dier behoort tot het geslacht Nemoscolus. De wetenschappelijke naam van de soort werd voor het eerst geldig gepubliceerd in 1920 door Lucien Berland.